# Daniel Vilela
Daniel Elias Carvalho Vilela (Jataí, 23 de outubro de 1983) é um político brasileiro filiado Movimento Democrático Brasileiro (MDB), sendo formado em Direito e pós-graduado em Gestão Pública. É filho de Maguito Vilela, ex-governador de Goiás, ex-senador, ex-prefeito de Goiânia e ex-prefeito de Aparecida de Goiânia, segunda maior cidade do Estado. Daniel foi vereador por Goiânia, deputado estadual e deputado federal por Goiás. Atualmente, é vice-governador do mesmo estado e presidente estadual do MDB.

## Biografia
Daniel Vilela nasceu em Jataí, no Sudoeste do Estado de Goiás. Mudou-se para Goiânia ainda criança, onde o pai, Maguito Vilela, era deputado estadual. Seu pai teve uma trajetória política de destaque nacional, sendo, posteriormente, governador de Goiás e senador pelo mesmo Estado. A vivência familiar contribuiu para que, ainda jovem, Daniel se envolvesse com a política. Dessa forma, Daniel começou sua carreira em comitês-mirins e prosseguiu sua atuação com o assessoramento direto nas campanhas de Maguito. 
Antes de iniciar a trajetória pública, a juventude de Daniel foi marcada pela dedicação ao futebol profissional. Jogou no Goiás Esporte Clube e no Atlético Clube Goianiense, entre outros times. 
É formado Direito e pós-graduado em Gestão Pública pela Fundação Getúlio Vargas (FGV). É casado e tem dois filhos.
Assim como vários políticos brasileiros, a exemplo de Simone Tebet e Michel Temer, Daniel tem ascendência árabe. Seu sobrenome Elias advém de seu bisavô, avô materno de Maguito, que nasceu no Líbano e migrou para o Brasil.

## Carreira política
Daniel Vilela é, atualmente, vice-governador do Estado de Goiás e presidente estadual do MDB. Desde o início de sua carreira política, sempre foi filiado à sigla, acompanhando os passos de seu pai, Maguito Vilela, e de Iris Rezende, dois grandes nomes do partido em Goiás. 
Seu primeiro cargo público foi como vereador de Goiânia, sendo eleito em 2008 como o quinto candidato mais votado daquele ano. Na Câmara Municipal, desempenhou a função de líder do PMDB e presidiu a Comissão de Educação e Cultura. 
Em 2010, Daniel concorreu a uma vaga na Assembleia Legislativa e ficou entre os dez mais bem votados, com 36.382 votos. No legislativo estadual, mais uma vez foi líder da bancada do PMDB e apresentou projetos para a modernização da gestão pública. 

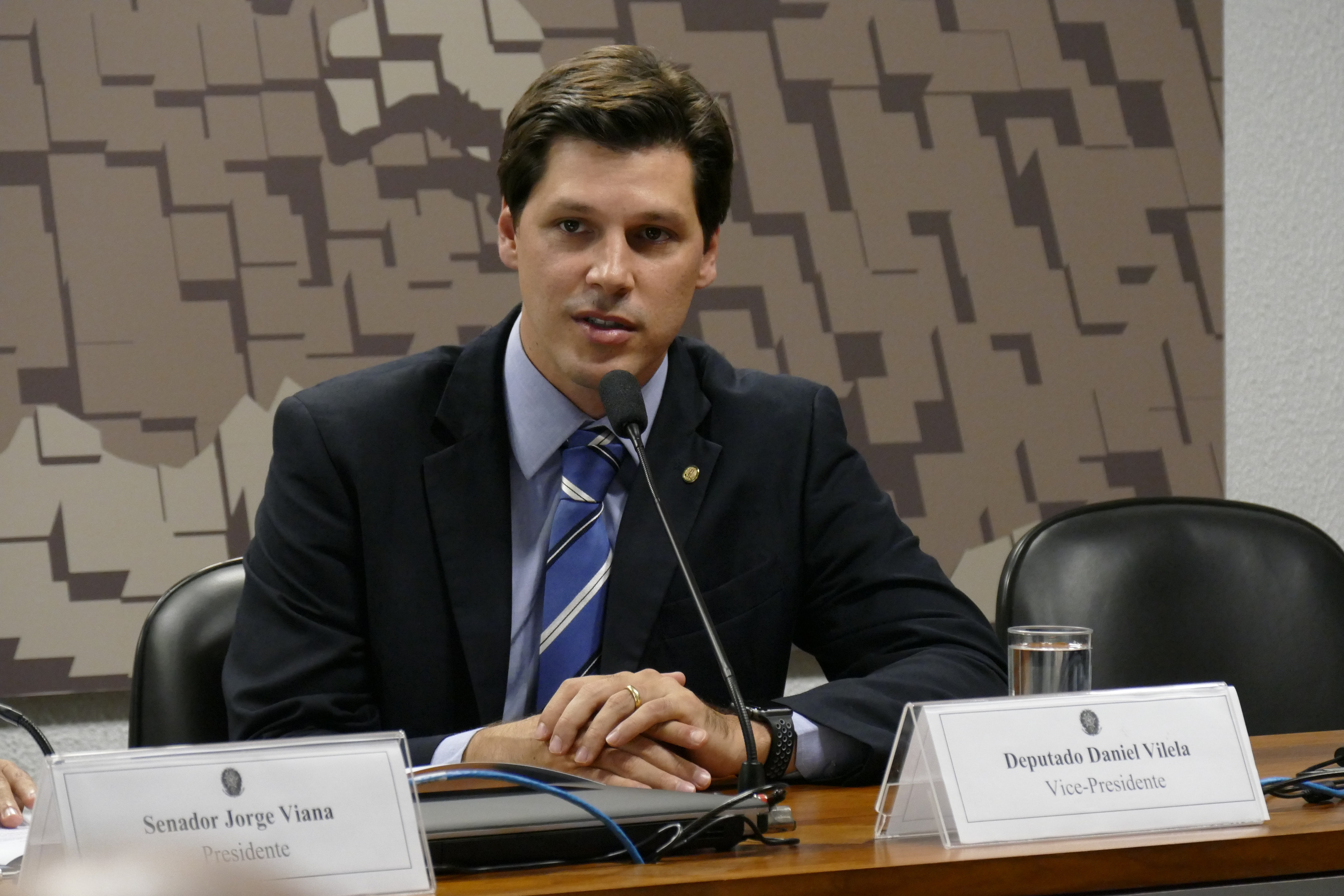
Daniel Vilela em atuação na Comissão Mista Permanente sobre Mudanças Climáticas, na Câmara Federal.

Em 2014, foi eleito deputado federal com mais de 179 mil votos, sendo o segundo mais votado de Goiás. Em 2016, com apenas um ano e meio de mandato, foi citado pelo Departamento Intersindical de Assessoria Parlamentar (Diap) como um dos mais influentes do Congresso Nacional. 
Em seu primeiro ano de mandato, Daniel Vilela propôs o Projeto de Lei nº 3453/2015, transformado na Lei º 13.879/2019, que permite adaptar as concessões da telefonia fixa para autorização, para estimular a concorrência e investimentos no setor, tal como acontece na telefonia móvel, que passou pela mesma alteração em 2001. A iniciativa lhe rendeu condecoração da Ordem Nacional do Mérito Científico, a mais alta honraria concedida pelo poder público a personalidades nacionais e internacionais que contribuíram para o desenvolvimento da ciência, tecnologia e inovação no Brasil.
Daniel Vilela foi envolvido na operação Miqueias e apareceu em uma gravação da Polícia Federal em que ele e outros próceres, incluindo um ex-presidente do MDB, aparecem almoçando com Luciane Hoepersque, presa e condenada pelo ‘Escândalo das Pastinhas. O MPF, no entanto, não encontrou nenhuma ligação com a acusada, além do almoço com outros parlamentares, e deputado não figurou como réu na ação.
Votou a favor do Processo de impeachment de Dilma Rousseff. Posteriormente, votou a favor da PEC do Teto dos Gastos Públicos. Em abril de 2017, foi favorável à Reforma Trabalhista. Em agosto de 2017, votou contra o processo em que se pedia abertura de investigação do então Presidente Michel Temer, ajudando a arquivar a denúncia do Ministério Público Federal.
O deputado for relator da Medida Provisória que criava o Programa de Proteção ao Emprego (PPE), no qual constava uma emenda que permite que os acordos coletivos tenham prevalência sobre a legislação trabalhista. Como não havia consenso entre entidades sindicais e patronais, a emenda foi retirada do projeto pelo próprio Daniel.
Ainda na Câmara Federal, atuou pela instituição do Código Comercial e a reformulação da Lei Pelé, entre outras iniciativas. Foi vice-líder da bancada do PMDB, presidente da Frente Parlamentar pela Convalidação dos Incentivos Fiscais e participou da COP21, quando foi assinado o Acordo de Paris. Foi autor de indicação da criação das universidades federais de Jataí e Catalão.
Daniel também atuou como relator da Medida Provisória que instituiu o Programa de Proteção ao Emprego (PPE). Ele também foi o autor do projeto que regulamenta o home office no serviço público e propôs Programa de Financiamento às Fontes Alternativas Renováveis de Energia Elétrica.  Presidiu, ao longo de 2016, a Comissão Mista de Mudanças Climáticas (CMMC). Em 2017, presidiu a Comissão Especial da Reforma Trabalhista. Em 2018, foi eleito presidente da Comissão de Constituição e Justiça e de Cidadania (CCJ), a mais importante da Câmara dos Deputados. No mesmo ano, Daniel figurou, mais uma vez, entre os deputados mais influentes do Congresso Nacional, segundo o Diap. 
Atuante em Brasília, Daniel não se distanciou da política goiana.  Em 2016, foi eleito presidente regional do MDB com o compromisso de fortalecer a legenda. Em 2018, Daniel disputou o Governo de Goiás com a bandeira de modernizar a administração pública, sendo o segundo mais votado daquele pleito.
Nas Eleições estaduais em Goiás em 2022, elegeu-se vice-governador na chapa de Ronaldo Caiado.
Em 2024, foi reeleito para o terceiro mandato à frente do MDB Goiás. 

## Atuação como vice-governador de Goiás
Em 2022, Daniel foi convidado pelo então governador de Goiás, Ronaldo Caiado, para compor a chapa para a reeleição, na condição de vice-governador. Os dois foram eleitos em primeiro turno, com 51,81% dos votos válidos. Em 1º de janeiro de 2023, Daniel Vilela tomou posse com a missão de dar continuidade ao legado histórico de trabalho de governadores do MDB, entre eles, seu pai, Maguito Vilela e Iris Rezende.
Sob o comando de Caiado e Daniel, o Governo do Estado de Goiás apresentou índice de aprovação histórico: 83,9% dos goianos afirmam aprovar a gestão, segundo pesquisa divulgada em junho de 2024. É o maior índice dentre governos estaduais de todo o Brasil.  Entre os pontos de destaque da gestão estão segurança pública, saúde, infraestrutura, educação e assistência social.
Como vice-governador, Daniel tem se destacado como braço-direito de Caiado. Até setembro de 2024, Daniel assumiu, interinamente, por nove vezes o comando do estado, sendo o vice que mais esteve à frente do Executivo goiano. 
Entre suas iniciativas na condição do segundo mais alto cargo do Executivo Goiano, destaca-se a condução do Grupo de Trabalho instituído para conduzir o projeto de revitalização do Serra Dourada, um dos maiores complexos esportivos do Brasil. 
No âmbito econômico, Daniel liderou a primeira missão institucional do Governo de Goiás à China, em junho de 2023.  Entre 2023 e 2024, o vice-governador também foi o responsável por receber e conduzir diálogos a fim de ampliar relações e intercâmbios com várias delegações de países como Arábia Saudita, Portugal, Israel e Bélgica. 

## Honrarias, comendas, medalhas e condecorações
- Ordem Nacional do Mérito Científico
- Comenda da Ordem do Mérito Anhanguera (2023 e 2024)
- Comenda Hailê Pinheiro
- Comenda Pastor Albino Gonçalves Boaventura
- Medalha da Ordem do Mérito Industrial
- Medalha do Mérito Legislativo Norberto José Teixeira
- Medalha Miguel Batista Siqueira
- Medalha Imperador Dom Pedro II
- Medalha de Mérito da Procuradoria Geral do Estado de Goiás
- Medalha do Mérito Científico da Universidade Evangélica de Goiás (UniEvangélica)
- Troféu Jatobá
- Título de Cidadão Goianiense
- Título de Cidadão Anapolino
- Título de Cidadão de Bonfinópolis
- Título de Cidadão Trindadense
- Título de Cidadão Luzianiense
- Título de Cidadão Heitoraiense
- Título de Cidadão Descobertense